# Pipri
Pipri è una suddivisione dell'India, classificata come nagar panchayat, di 13.213 abitanti, situata nel distretto di Sonbhadra, nello stato federato dell'Uttar Pradesh.